# Суперпремия «Выбор критиков»
Суперпре́мия «Вы́бор кри́тиков» (англ. Critics’ Choice Super Awards) — американская премия, созданная и вручаемая Ассоциацией кинокритиков с целью отметить выдающиеся достижения в области кинематографа и телевидения в жанре фантастики, включая боевики, супергероику, ужасы, научную фантастику, фэнтези и анимационные релизы. Премия была основана в 2020 году, а первая церемония вручения наград состоялась виртуально 10 января 2021 года, из-за пандемии COVID-19.

## История
Премия впервые была анонсирована 12 октября 2020 года Ассоциацией кинокритиков. По словам исполняющего обязанности генерального директора Ассоциации кинокритиков Джои Берлина, суперпремия «Выбор критиков» была создана с целью «признания блеска, креативности и художественного совершенства, продемонстрированных в жанрах, которые слишком долго игнорировались другими премиями». Первая церемония вручения наград транслировалась в прямом эфире 10 января 2021 года на телеканале The CW и была спродюсирована Бобом Бэйном.

## Категории

### Кинофильм
- Лучший фильм в жанре боевик
- Лучший фильм ужасов
- Лучший научно-фантастический/фэнтези фильм
- Лучший фильм о супергероях[a]
- Лучший киноактёр в боевике
- Лучшая киноактриса в боевике
- Лучший киноактёр в фильме ужасов
- Лучшая киноактриса в фильме ужасов
- Лучший киноактёр в научно-фантастическом/фэнтези фильме
- Лучшая киноактриса в научно-фантастическом/фэнтези фильме
- Лучший киноактёр в фильме о супергероях[a]
- Лучшая киноактриса в фильме о супергероях[a]
- Лучший злодей в фильме (во всех жанрах)

### Телевидение
- Лучший телесериал в жанре боевик
- Лучший телесериал ужасов
- Лучший научно-фантастический/фэнтези телесериал
- Лучший телесериал о супергероях[a]
- Лучший телеактёр в боевике
- Лучшая телеактриса в боевике
- Лучший телеактёр в сериале ужасов
- Лучшая телеактриса в сериале ужасов
- Лучший телеактёр в научно-фантастическом/фэнтези сериале
- Лучшая телеактриса в научно-фантастическом/фэнтези сериале
- Лучший телеактёр в сериале о супергероях[a]
- Лучшая телеактриса в сериале о супергероях[a]
- Лучший злодей в телесериале (во всех жанрах)

### Отставные категории
- Лучший анимационный фильм
- Лучший актёр озвучивания в анимационном фильме
- Лучшая актриса озвучивания в анимационном фильме
- Лучший анимационный телесериал
- Лучший актёр озвучивания в анимационном телесериале
- Лучшая актриса озвучивания в анимационном телесериале

Комментарии
1. 1 2 3 4 5 6  Категории супергероики также включают фильмы и телесериалы, созданные по мотивам комиксов и видеоигр.

## Церемонии
| №   | Дата           | Боевик                                   | Боевик            | Научная фантастика/фэнтези | Научная фантастика/фэнтези      | Хоррор                    | Хоррор             | Супергероика                      | Супергероика  | Ист.  |
| №   | Дата           | Фильм                                    | Телесериал        | Фильм                      | Телесериал                      | Фильм                     | Телесериал         | Фильм                             | Телесериал    | Ист.  |
| --- | -------------- | ---------------------------------------- | ----------------- | -------------------------- | ------------------------------- | ------------------------- | ------------------ | --------------------------------- | ------------- | ----- |
| 1-я | 10 января 2021 | «Пятеро одной крови»                     | «Викинги»         | «Зависнуть в Палм-Спрингс» | «Мандалорец»                    | «Человек-невидимка»       | «Страна Лавкрафта» | «Бессмертная гвардия»             | «Пацаны»      | [ 3 ] |
| 2-я | 17 марта 2022  | «Не время умирать»                       | «Игра в кальмара» | «Дюна»                     | «Станция одиннадцать»           | «Тихое место 2»           | «Шершни»           | «Человек-паук: Нет пути домой»    | «Ванда/Вижн»  | [ 4 ] |
| 3-я | 16 марта 2023  | «Топ Ган: Мэверик»                       | «Кобра Кай»       | «Всё везде и сразу»        | «Андор» и «Очень странные дела» | «Варвар»                  | «Уэнздей»          | «Бэтмен»                          | «Пацаны»      | [ 5 ] |
| 4-я | 4 апреля 2024  | «Джон Уик 4»                             | «Ричер»           | «Годзилла: Минус один»     | «Чёрное зеркало»                | «Два, три, демон, приди!» | «Одни из нас»      | «Человек-паук: Паутина вселенных» | «Одни из нас» | [ 6 ] |
| 5-я | 7 августа 2025 | «Миссия невыполнима: Финальная расплата» | «Сёгун»           | «Дюна: Часть вторая»       | «Андор»                         | «Грешники»                | «Одни из нас»      | «Дэдпул и Росомаха»               | «Пингвин»     | [ 7 ] |

## Многократные лауреаты
| Фильм                                           | Жанр                       | Количество побед |
| ----------------------------------------------- | -------------------------- | ---------------- |
| «Всё везде и сразу»                             | Научная фантастика/фэнтези | 3                |
| «Зависнуть в Палм-Спрингс»                      | Научная фантастика/фэнтези | 3                |
| «Душа»                                          | Анимация                   | 3                |
| «Человек-паук: Нет пути домой»                  | Супергероика               | 3                |
| «Бэтмен»                                        | Супергероика               | 2                |
| «Хищные птицы: Потрясающая история Харли Квинн» | Супергероика               | 2                |
| «Пятеро одной крови»                            | Боевик                     | 2                |
| «Дэдпул и Росомаха»                             | Супергероика               | 2                |
| «Дюна»                                          | Научная фантастика/фэнтези | 2                |
| «Дюна: Часть вторая»                            | Научная фантастика/фэнтези | 2                |
| «Годзилла: Минус один»                          | Научная фантастика/фэнтези | 2                |
| «Человек-невидимка»                             | Хоррор                     | 2                |
| «Миссия невыполнима: Смертельная расплата»      | Боевик                     | 2                |
| «Миссия невыполнима: Финальная расплата»        | Боевик                     | 2                |
| «Не время умирать»                              | Боевик                     | 2                |
| «Пэрл»                                          | Хоррор                     | 2                |
| «Бедные-несчастные»                             | Научная фантастика/фэнтези | 2                |
| «Два, три, демон, приди!»                       | Хоррор                     | 2                |
| «Топ Ган: Мэверик»                              | Боевик                     | 2                |

| Телесериал            | Жанр                               | Количество побед |
| --------------------- | ---------------------------------- | ---------------- |
| «Одни из нас»         | Хоррор, Супергероика               | 9                |
| «Пацаны»              | Супергероика                       | 7                |
| «Пингвин»             | Супергероика                       | 4                |
| «Андор»               | Научная фантастика/фэнтези         | 3                |
| «Разделение»          | Научная фантастика/фэнтези         | 3                |
| «Сёгун»               | Боевик                             | 3                |
| «Игра в кальмара»     | Боевик                             | 3                |
| «Ванда/Вижн»          | Супергероика                       | 3                |
| «Чёрное зеркало»      | Научная фантастика/фэнтези         | 2                |
| «Конь БоДжек»         | Анимация                           | 2                |
| «Страна Лавкрафта»    | Хоррор                             | 2                |
| «Сквозь снег»         | Боевик, Научная фантастика/фэнтези | 2                |
| «Станция одиннадцать» | Научная фантастика/фэнтези         | 2                |
| «Уэнздей»             | Хоррор                             | 2                |
| «Шершни»              | Хоррор                             | 2                |

| Актёр            | Количество побед |
| ---------------- | ---------------- |
| Энтони Старр     | 4                |
| Том Круз         | 3                |
| Колин Фаррелл    | 3                |
| Педро Паскаль    | 3                |
| Анджела Бассет   | 2                |
| Давид Диггз      | 2                |
| Ребекка Фергюсон | 2                |
| Миа Гот          | 2                |
| Мелани Лински    | 2                |
| Кристин Милиоти  | 2                |
| Флоренс Пью      | 2                |
| Белла Рамзи      | 2                |